# Robert Wickens
Robert Wickens (1989. március 13. –) kanadai autóversenyző, a Virgin Racing Formula–1-es csapat tesztversenyzője volt a 2011-es Formula–1 világbajnokságon. 2018-ban az IndyCarban versenyzett a Smidt Peterson Motorsportsnál, azonban 2018. augusztus 19-én a Pocono Racewayen súlyos balesetet szenvedett. 2022-ben tért vissza a sportághoz.

## Pályafutása

### Gokart
Wickens Torontóban, Kanadában született 1989-ben és 2001-ben kezdte meg gokartos pályafutását a Junior Heavy Marigold Fall Classic és a Junior Lite Iron Man Enduro sorozatokban. Háromszoros bajnoka lett a Sunoco Ron Fellows szériának különböző kategóriákban. Ezenkívül még számos kiírásban megfordult, ahol több győzelmet is aratott és sikeres gokartos karriert tudhatott magáénak.

### Formula BMW
2005-ben, 16 évesen váltott együléses formulaautókra. A Formula BMW USA-ban indult először a Team Apex Racing színeiben. A szezon során összesen öt alkalommal állhatott fel a dobogó legfelső fokára. Eredményei az összetett 3. helyére és a legjobb újonc címre voltak elegendőek. A Formula BMW nagy döntőjében 6. helyen ért célba.
2006-ra maradt a géposztályban ugyanúgy a Aprex alkalmazásában, azonban néhány forduló után átigazolt az EuroInternationalhoz, ugyanis felvételt nyert a Red Bull Junior Team-be. Három győzelemmel és hét pódiummal bajnoki címet szerzett. Ismételten kvalifikálta magát a világ Formula BMW szériát összehozó nagy döntőbe. Vendég licenszel ott volt a németországi ADAC Formula BMW-ben a Nürburgringen lebonyolított hétvégén, amely a Formula–1 európai nagydíjának betétprogramjának számított. Három hónappal később újra elutazott a helyszínre a Formula Renault 2.0 Európa-kupa mezőnyének tagjaként a Motopark Academy alkalmazásában.

### Formula Renault 3.5
A 2007-es szezonra elhagyta az USA-t és Európába költözött. A év végén lehetőséget kapott a Carlin csapatától, két versenyen pontszerző helyen ért célba. 2008-ra a csapat meghosszabbította szerződést teljes értékű pilótaként. Egy győzelmet szerzett a silverstonei második versenyen és a 12. helyen végzett összetettben 55 pontot szerezve.

### Formula–3
A Formula Renault 3.5 mellett részmunkaidőben 2008-ban a Formula–3 Euroseriesben is képviseltette magát a Signature-Plus alakulatával. A szezon első két fordulóját és a Brands Hatch-i kört ki kellett hagynia. Legjobb eredményeit a Norisring utcai pályán és a Bugatti Circuit második, esős versenyén érte el, ahol nyert. Mindkétszer csak fél pontokban részesült a nem megfelelő futamtáv megtétele miatt. 2009-ben a Kolles & Heinz Union adott neki lehetőséget a Hockenheim, valamint a Dijon versenyeken.

### Formula–2
Az utoljára 1984-ben megrendezett és 2009-ben újonnan életre hívott Formula–2-es bajnokságban ő volt az egyetlen észak-amerikai pilóta és a 12-es rajtszámú konstrukciót vezette. A nyitóhétvégén mindent megszerzett, amit csak lehetett. Vagyis két győzelmet, két pole-pozíciót és a leggyorsabb kört is, így a szezonnyitó után az összetett pontverseny élére állt.  Philippe Streiff és 1984 óta ő lett az első versenyző, aki nemzetközi Formula–2-es futamot nyert. Ezt követően nem diadalmaskodott többször és öt alkalommal is kiesett, főleg megbízhatósági gondok miatt. Ennek ellenére is 2. lett a végelszámolásban, 51 pontos lemaradásban a spanyol Andy Soucektől.
2009 novemberében úgy nyilatkozott, hogy több Formula–1-es istállóval is tárgyalást folytatott. Jó esélye volt a királykategóriába jutáshoz, például azért is, mert ő volt az egyetlen potenciális észak-amerikai, aki érvényes FIA engedéllyel rendelkezett.

### Formula–1
A Virgin Racing 2011 júniusában bejelentette, hogy Wickens csatlakozik a csapathoz tesztpilótaként. A 2011-es abu-dzabi nagydíj 1. szabadedzésén meg is kapta Jérôme d’Ambrosio autóját. Az edzést végül a 23. helyen zárta.

### GP3
A 2010-ben megalapított és a Formula–1 második számú utánpótlásának is számító GP3-ban kapott ülést a Status Grand Prix-től. A barcelonai időmérőn harmadik helyet szerzett. A rajtnál jól helyezkedett és Nigel Melker első körös kiesése után fellépett a 2. helyre. A második futamon a hetedik pozícióból nekivágva, negyedikként intették le, amivel élre állt a bajnoki tabellán. Isztambulban a pontszerző zónákon kívül zárt. További versenyeket nyert Hockenheimben, Spa-ban és Monzában is. A mexikói Esteban Gutiérrez mögött ezüstérmes lett az évben.

### DTM
2012. április 3-án a gyári Mercedes bejelentette hivatalos utánpótlás programjának újraindítását, amely azelőtt számos versenyző karrierjében fontos tényező volt, mint például Heinz-Harald Frentzen, Karl Wendlinger és a későbbi hétszeres világbajnok, Michael Schumacher is itt pallérozódott. Ezzel egyidejűleg Wickens, Christian Vietoris és Roberto Merhi felvételét közölték a Német túraautó-bajnokságba (DTM). Többek között Schumacher is mentorként segítette őket. Wickens belépése azt jelentette, hogy Bruno Spengler mellett a második kanadai lett a mezőnyben.

### IndyCar

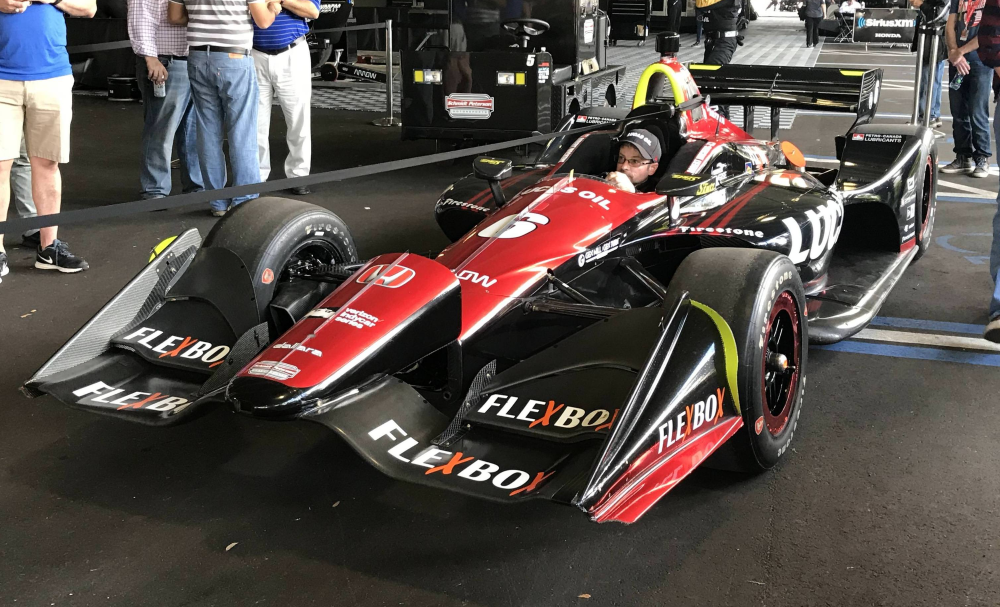
Wickens autója a 2018-as szezonnyitó verseny előtt.

2017 júniusában hirtelen a Smidt Peterson Motorsport nevezte a 2017-es IndyCar-szezon Road America edzéseire, mivel az eredeti személy, az orosz Mihali Aljosin egy héttel korábbi Le Mans-i 24 óráson való szereplése miatt vízumgondok miatt nem ért időben vissza az USA-ba a nagydíj kezdetére. 2017 októberében lett hivatalos, hogy 2018-ra teljes idényre leszerződött.
2018. március 10-én éles fordulós debütálásakor megszerezte az első rajtpozíciót St. Petersburgben. Három körrel a vége előtt és egy biztonsági autós újraindítás után Alexander Rossi forgatta ki az élről és kiesett, így Sébastien Bourdais lett a győztes. Első pódiumát a Phoenix Grand Prix-en ért el. 2018 májusában elnyerte az Indianapolis 500 év újonca díjat, két kört vezetett és 9. lett a legendás viadalon. Július 11-én az Iowa Speedway oválján ötödikként futott be. Július 15-én hazai pályán, Torontóban célba ért 85 kör megtétele után. Mid-Ohióban Rossi mögött ismét 2. lett és előrébb került, a 6. pozícióba az összettben.

#### Pocono baleset
Augusztus 19-én a 14. fordulóban a Pocono Racwayen a 6. helyről indult. A kilencedik körben csatában volt Ryan Hunter-Reay-el. Az ovál pályán az ő autója jobb eleje meglökte Hunter-Reay autójának bal hátulját, ezután autója felsodródott a betonkerítésre, majd többször megforgott a kerítés tetején és végül visszazuhant az aszfaltra. A versenyt azonnal leállították és több mint 2 óráig nem is startolt el újra. A kanadai versenyzőt súlyos sérülésekkel szállították kórházba. A futamgyőztes, Rossi neki ajánlotta győzelmét. Később több életmentő műtéten esett át. Balesete után egy hónappal nyilvánosságra hozták sérüléseinek listáját is: háti csigolyatörés, gerincvelő-sérülés, nyaktörés, sípcsont- és szárkapocscsonttörés mindkét lábon, törések mindkét kézben, jobb alkartörés, könyöktörés, négy bordatörés, tüdőzúzódás. Még ebben az évben megkezdődött a rehabilitációja. Az ő helyét 2019-re Marcus Ericcson vette át a 7-es rajtszámú autóban, ugyanis a 6-os rajtszámát csapata fenntartotta. Az IndyCar szervezői a 2018-as Év újoncának választották meg.
2019. július 14-én a hazájában rendezett verseny rajtja előtt egy speciális kézihajtású Acura NSX-el gurult köbe a pályán. 2019 decemberében az egyik közösségi oldalán posztolt egy videót, hogy már egy speciális járóbot segítségével képes lépéseket megtenni. 2020 januárjában pedig már mindenféle segítség nélkül megtette önálló lépéseit.

### eSport
A koronavírus-járvány kitörésekor részt vett az INDYCAR iRacing Challenge-ben és a virtuális Le Mans-i 24 óráson is.

### Visszatérés
2021. május 5-én, 989 nappal balesetét követően volán mögé ült. A Bryan Herta Autosport kizárólag kézi vezérlésű Hyundai Veloster N TCR-jét tesztelte Mid-Ohióban, amivel a szintén mozgássérült Michael Johnson szokott körözni. Több embernek is segített azáltal, hogy nagy akaraterejének köszönhetően újra elkötelezte magát a sportághoz.
2022. január 14-én ismertette, hogy versenykörülmények között is visszatér a Michelin Pilot Challenge sorozat TCR kategóriájába a Bryan Herta Autosporttal. A sajtótájékoztatón elismerte, hogy rehabilitációjának és fejlődésének üteme lelassult és valószínűleg élete végéig kerekesszékbe kényszerül. A Daytonai 24 órás betétfutamán ő és honfitársa, egyben segédje Mark Wilkins a dobogós 3. helyet érték el. 2022. június 25-én a Watkins Glen Internationalon futott versenyen diadalmaskodtak, ami Wickens első futamgyőzelme volt 2017 óta. Ezt követően hazai pályán, a Canadian Tire Motorsport Parkban aratott győzelmet. Az év végén a 6. helyen rangsorolták 2500 ponttal.

## Eredményei

### Teljes Atlantic Championship eredménysorozata
(Táblázat értelmezése)

(Félkövér: pole-pozícióból indult; dőlt: leggyorsabb kört futott) 

| Év   | Csapat                   | 1     | 2     | 3      | 4      | 5      | 6     | 7     | 8     | 9      | 10      | 11    | 12    | Helyezés | Pont |
| ---- | ------------------------ | ----- | ----- | ------ | ------ | ------ | ----- | ----- | ----- | ------ | ------- | ----- | ----- | -------- | ---- |
| 2007 | Red Bull Forsythe Racing | LVG 2 | LBH 3 | HOU 10 | POR1 1 | POR2 4 | CLE 5 | MTT 5 | TOR 7 | EDM1 4 | EDM2 10 | SJO 3 | ROA 7 | 3.       | 255  |
| 2009 | Genoa Racing             | SEB   | UTA   | NJ1    | NJ2    | LIM    | ACC1  | ACC2  | MDO   | TRR    | MOS 4   | ATL   | LS    | 14.      | 12   |

### Teljes Formula Renault 3.5 Series eredménylistája
(Táblázat értelmezése)

(Félkövér: pole-pozícióból indult; dőlt: leggyorsabb kört futott) 

| Év   | Csapat            | 1        | 2        | 3        | 4        | 5        | 6        | 7       | 8        | 9       | 10       | 11       | 12       | 13       | 14       | 15       | 16      | 17       | Helyezés | Pont |
| ---- | ----------------- | -------- | -------- | -------- | -------- | -------- | -------- | ------- | -------- | ------- | -------- | -------- | -------- | -------- | -------- | -------- | ------- | -------- | -------- | ---- |
| 2007 | Carlin Motorsport | MNZ 1    | MNZ 2    | NÜR 1    | NÜR 2    | MON 1    | HUN 1    | HUN 2   | SPA 1    | SPA 2   | DON 1    | DON 2    | MAG 1    | MAG 2    | EST 1 12 | EST 2 10 | CAT 1 7 | CAT 2 11 | 25.      | 6    |
| 2008 | Carlin Motorsport | MNZ 1 Ki | MNZ 2 Ki | SPA 1 14 | SPA 2 Ki | MON 1 19 | SIL 1 9  | SIL 2 1 | HUN 1 Ki | HUN 2 8 | NÜR 1 13 | NÜR 2 18 | LMS 1 14 | LMS 2 22 | EST 1 3  | EST 2 12 | CAT 1 3 | CAT 2 3  | 12.      | 55   |
| 2011 | Carlin Motorsport | ALC 1 2  | ALC 2 5  | SPA 1    | SPA 2    | MNZ 1 Ki | MNZ 2 Ki | MON 1 2 | NÜR 1    | NÜR 2   | HUN 1 5  | HUN 2 7  | SIL 1    | SIL 2 1  | LEC 1 2  | LEC 2 19 | CAT 1   | CAT 2 Ki | 1.       | 241  |

### Teljes Formula–2-es eredménylistája
(Táblázat értelmezése)

(Félkövér: pole-pozícióból indult; dőlt: leggyorsabb kört futott) 

| Év   | Csapat            | 1     | 2       | 3       | 4        | 5        | 6       | 7       | 8     | 9        | 10       | 11      | 12      | 13      | 14    | 15       | 16      | Helyezés | Pont |
| ---- | ----------------- | ----- | ------- | ------- | -------- | -------- | ------- | ------- | ----- | -------- | -------- | ------- | ------- | ------- | ----- | -------- | ------- | -------- | ---- |
| 2009 | Motorsport Vision | VAL 1 | VAL 2 1 | BRN 1 9 | BRN 2 Ki | SPA 1 Ki | SPA 2 3 | BRH 1 4 | BRH 2 | DON 1 Ki | DON 2 Ki | OSC 1 8 | OSC 2 4 | IMO 1 4 | IMO 2 | CAT 1 Ki | CAT 2 3 | 2.       | 64   |

### Teljes GP3-as eredménylistája
(Táblázat értelmezése)

(Félkövér: pole-pozícióból indult; dőlt: leggyorsabb kört futott) 

| Év   | Csapat            | 1         | 2         | 3          | 4          | 5         | 6          | 7         | 8         | 9         | 10        | 11        | 12        | 13        | 14         | 15        | 16        | Helyezés | Pont |
| ---- | ----------------- | --------- | --------- | ---------- | ---------- | --------- | ---------- | --------- | --------- | --------- | --------- | --------- | --------- | --------- | ---------- | --------- | --------- | -------- | ---- |
| 2010 | Status Grand Prix | ESP FEA 2 | ESP SPR 4 | TUR FEA 11 | TUR SPR 21 | VAL FEA 2 | VAL SPR 16 | GBR FEA 9 | GBR SPR 5 | GER FEA 1 | GER SPR 5 | HUN FEA 4 | HUN SPR 2 | BEL FEA 1 | BEL SPR 11 | ITA FEA 2 | ITA SPR 1 | 2.       | 71   |

### Teljes Formula–1-es eredménysorozata
(Táblázat értelmezése)

(Félkövér: pole-pozícióból indult; dőlt: leggyorsabb kört futott) 

| Év   | Csapat        | 1   | 2   | 3   | 4   | 5   | 6   | 7   | 8   | 9   | 10  | 11  | 12  | 13  | 14  | 15  | 16  | 17  | 18     | 19  | Helyezés | Pont |
| ---- | ------------- | --- | --- | --- | --- | --- | --- | --- | --- | --- | --- | --- | --- | --- | --- | --- | --- | --- | ------ | --- | -------- | ---- |
| 2011 | Virgin Racing | AUS | MAL | CHN | TUR | ESP | MON | CAN | EUR | GBR | GER | HUN | BEL | ITA | SIN | JPN | KOR | IND | UAE Tp | BRA | -        | -    |

### Teljes DTM eredménylistája
(Táblázat értelmezése)

(Félkövér: pole-pozícióból indult; dőlt: leggyorsabb kört futott) 

| Év   | Csapat                           | 1        | 2        | 3        | 4        | 5        | 6       | 7        | 8        | 9        | 10        | 11       | 12        | 13       | 14       | 15       | 16       | 17        | 18       | Helyezés | Pont |
| ---- | -------------------------------- | -------- | -------- | -------- | -------- | -------- | ------- | -------- | -------- | -------- | --------- | -------- | --------- | -------- | -------- | -------- | -------- | --------- | -------- | -------- | ---- |
| 2012 | Mücke Motorsport                 | HOC 14   | LAU 22†  | BRH 14   | SPL 13   | NOR 9    | NÜR 7   | ZAN Ki   | OSC 7    | VAL Ki   | HOC Ki    |          |           |          |          |          |          |           |          | 16.      | 14   |
| 2013 | HWA Team                         | HOC Ki   | BRH 3    | SPL 12   | LAU 4    | NOR 2    | MSC 12  | NÜR 1    | OSC 22†  | ZAN 16   | HOC 18    |          |           |          |          |          |          |           |          | 5.       | 70   |
| 2014 | HWA Team                         | HOC 18   | OSC Ki   | HUN 11   | NOR 1    | MSC 14   | SPL Kiz | NÜR 9    | LAU 5    | ZAN 8    | HOC 17    |          |           |          |          |          |          |           |          | 12.      | 41   |
| 2015 | HWA AG                           | HOC 1 Ki | HOC 2 7  | LAU 1 6  | LAU 2 18 | NOR 1 2  | NOR 2 1 | ZAN 1 Ki | ZAN 2 19 | SPL 1 Ki | SPL 2 20† | MSC 1 12 | MSC 2 22  | OSC 1 Ki | OSC 2 16 | NÜR 1 8  | NÜR 2 Ki | HOC 1 Ki  | HOC 2 18 | 13.      | 61   |
| 2016 | HWA AG I                         | HOC 1 2  | HOC 2 5  | SPL 1 11 | SPL 2 20 | LAU 1 3  | LAU 2 3 | NOR 1 Ki | NOR 2 11 | ZAN 1    | ZAN 2 16  | MSC 1    | MSC 2 5   | NÜR 1 9  | NÜR 2 13 | HUN 1 10 | HUN 2 10 | HOC 1 23† | HOC 2 9  | 4.       | 124  |
| 2017 | Mercedes-AMG Motorsport Mercedes | HOC 1 15 | HOC 2 Ki | LAU 1 2  | LAU 2 3  | HUN 1 Ki | HUN 2 8 | NOR 1 Ki | NOR 2 11 | MSC 1 4  | MSC 2 9   | ZAN 1 11 | ZAN 2 15† | NÜR 1 3  | NÜR 2 1  | SPL 1 4  | SPL 2 10 | HOC 1 7   | HOC 2 17 | 9.       | 119  |

† Nem fejezte be a futamot, de rangsorolva lett, mert teljesítette a versenytáv 75%-át

### Teljes IndyCar eredménysorozata
(Táblázat értelmezése)

(Félkövér: pole-pozícióból indult; dőlt: leggyorsabb kört futott) 

| Év   | Csapat                     | 1      | 2     | 3      | 4     | 5     | 6      | 7     | 8     | 9      | 10    | 11    | 12    | 13    | 14     | 15      | 16      | 17      | Helyezés | Pont |
| ---- | -------------------------- | ------ | ----- | ------ | ----- | ----- | ------ | ----- | ----- | ------ | ----- | ----- | ----- | ----- | ------ | ------- | ------- | ------- | -------- | ---- |
| 2018 | Smidt Peterson Motorsports | STP 18 | PHX 2 | LBH 22 | ALA 4 | IMS 3 | INDY 9 | DET 8 | DET 6 | TXS 19 | RDA 5 | IOW 5 | TOR 3 | MDO 2 | POC 19 | GTW Sér | POR Sér | SNM Sér | 11.      | 391  |

#### Indianapolis 500
| Év   | Kasztni | Motor | Rajthely | Eredmény | Csapat                     |
| ---- | ------- | ----- | -------- | -------- | -------------------------- |
| 2018 | Dallara | Honda | 18       | 9        | Smidt Peterson Motorsports |

### Teljes Michelin Pilot Challenge eredménysorozata
| Év   | Csapat                | Kat. | Autó                  | 1     | 2      | 3     | 4      | 5     | 6     | 7     | 8     | 9      | 10     | 11  | Helyezés | Pont |
| ---- | --------------------- | ---- | --------------------- | ----- | ------ | ----- | ------ | ----- | ----- | ----- | ----- | ------ | ------ | --- | -------- | ---- |
| 2022 | BHR w/ Curb-Agajanian | TCR  | Hyundai Elantra N TCR | DAY 3 | SEB 13 | LAG 9 | MDO 11 | WGL 1 | MOS 1 | LIM 5 | ELK 5 | VIR 11 | ATL 13 |     | 6.       | 2500 |
| 2023 | BHR w/ Curb-Agajanian | TCR  | Hyundai Elantra N TCR | DAY . | SEB    | LAG   | DET    | WGL   | MOS   | LIM   | ELK   | VIR    | IMS    | ATL | —*       | 0*   |

* A szezon jelenleg is zajlik.